# Marnixplaats (Antwerpen)
Het Marnixplaats (ook wel Marnixplein) is een plein in Antwerpen. In het midden van het plein staat het monument Schelde Vrij, en er komen acht straten uit op het ronde plein.
Het plein is vernoemd naar burgemeester van Antwerpen Filips van Marnix van Sint-Aldegonde.